# Listă de semioticieni
Această pagină este o listă de semioticieni.
- Alexandrescu, Sorin
- Barthes, Roland
- Chandler, Daniel
- Danesi, Marcel
- Eco, Umberto
- Greimas, Algirdas
- Hodge, Robert
- Kress, Gunther
- Lidov, David
- Lotman, Yuri
- Sebeok, Thomas A.
- Spiridon, Monica